# James McAlary
James Michael McAlary – australijski zapaśnik walczący w stylu wolnym. Zajął dziesiąte miejsce na mistrzostwach świata w 1983. Srebrny medalista igrzysk wspólnoty narodów w 1986. Wicemistrz Oceanii w 1986 roku.